# Château de Pierreclos
 (mars 2020).
Le château de Pierreclos est situé sur la commune de Pierreclos en Saône-et-Loire, au sud de la région historique de Bourgogne (ancienne région administrative), devenue région Bourgogne-Franche-Comté. Le village de Pierreclos se trouve à environ 15 km à l'ouest de Mâcon et à proximité immédiate de la roche de Solutré ainsi que de l'abbaye de Cluny.
Le château occupe la pointe sud d'une butte rocheuse qui domine de 20 mètres la vallée de la Petite Grosne et le vignoble alentours.
Aujourd'hui, le château est le lieu de différentes activités : domaine viticole (certifié agriculture biologique), mariages, réceptions, chambres d'hôtes, visite historique et boutique de produits régionaux.
C'est l'un des quatorze lieux d'exception ouverts au public réunis depuis une vingtaine d'années au sein de « La Route des châteaux en Bourgogne du Sud ».

## Protection
Le château fait l’objet d’une inscription au titre des monuments historiques depuis le 21 décembre 1984pour les éléments suivants : 
- le porche d'entrée ;
- les façades et toitures du château, y compris celles du donjon et des tours sud et est ;
- le portail avec les deux pavillons ;
- le soubassement des murs de terrasse et d'enceinte ;
- l'escalier à vis suspendu et escalier à vis du corps de logis principal ;
- les deux cheminées des cuisines du rez-de-chaussée ;
- la chambre de Laurence avec son parquet ;
- la salle des Gardes au premier étage, avec sa cheminée et son plafond à la française ;
- les parties restantes de la chapelle.

## Description

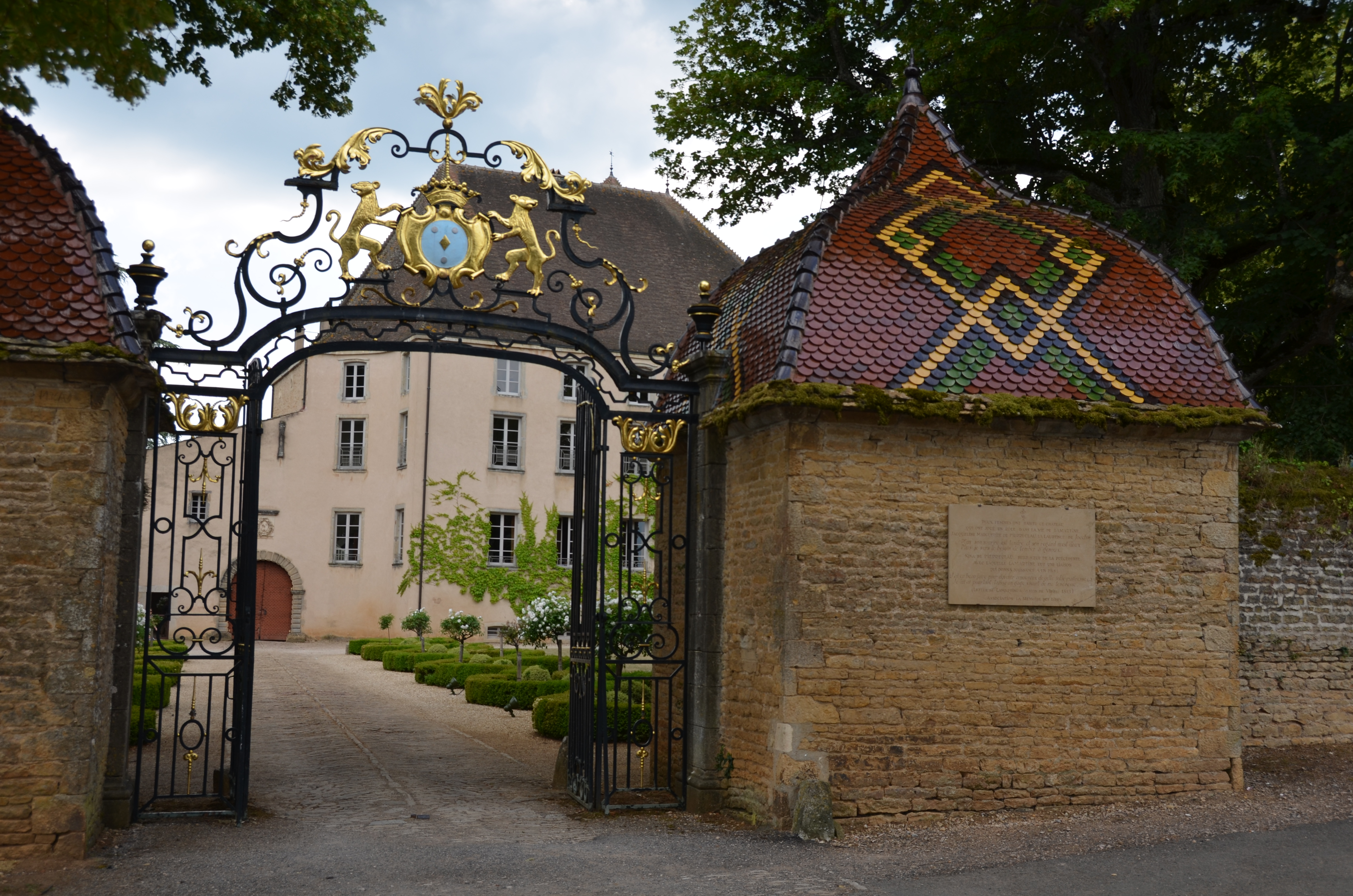
Entrée du château de Pierreclos.

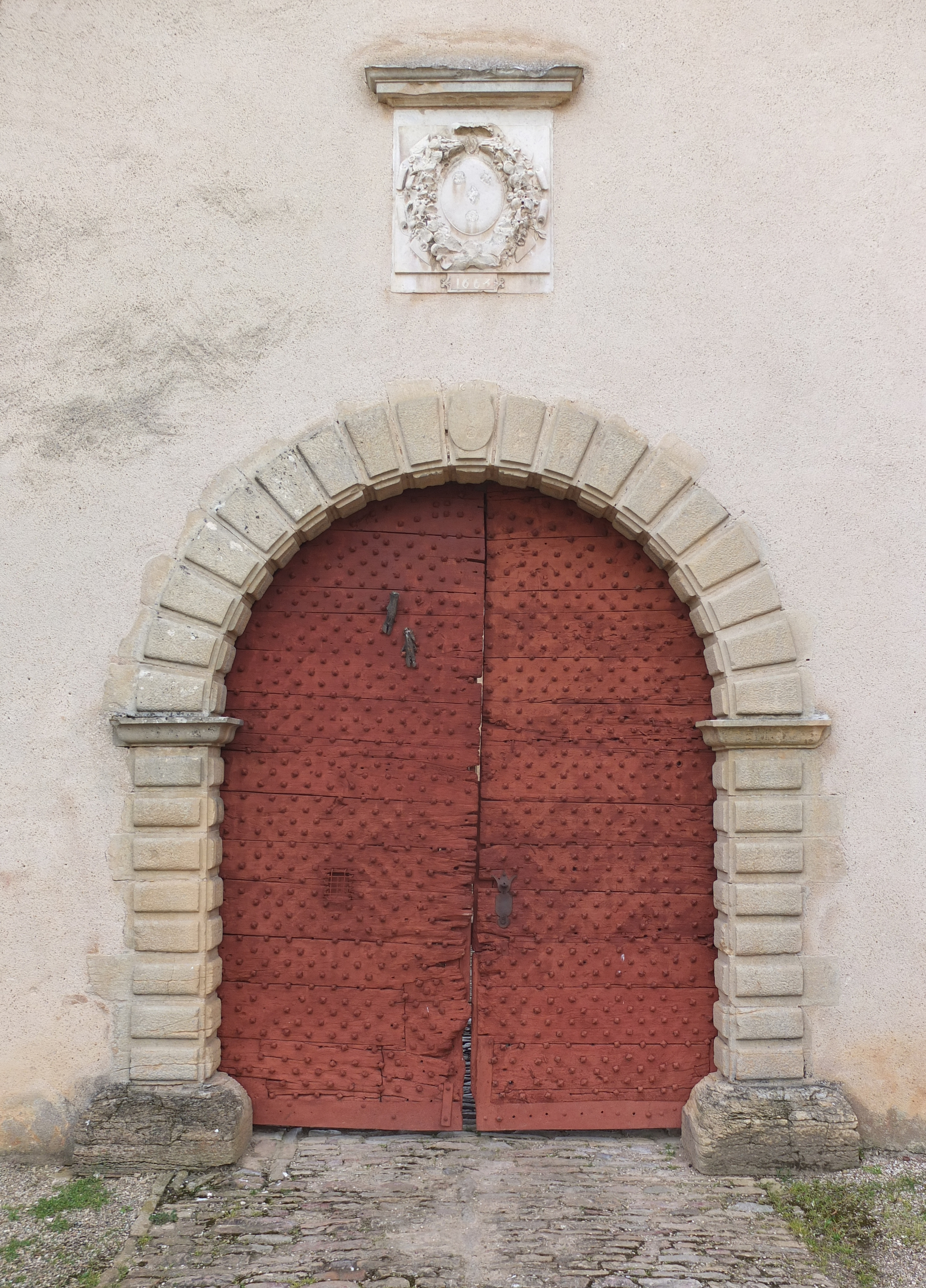
Le portail de la cour.

Au bout d'une allée pavée en hérisson, une grille, entre deux petits pavillons couverts de toits à l'impériale, donne accès à une avant-cour qu'un passage voûté, desservi par une porte en plein cintre en bossage, surmontée des armoiries des Michon, sépare de la cour du château.
Des bâtiments en équerre entourent celle-ci des deux côtés. Au sud-est, se dresse une haute tour carrée couronnée des consoles d'un chemin de ronde ou de hourds disparus sous un toit en pavillon à égout retroussé. Contre elle, s'appuie un bâtiment rectangulaire, orienté nord-sud. Il englobe, sur sa façade occidentale, une tour carrée dans œuvre et est flanqué sur son angle nord-ouest d'une grosse tour carrée, cantonnée d'échauguettes rondes sur culots construites au XIXe siècle. Cette tour est coiffée d'un toit en pavillon.
Le corps de logis principal en retour d'équerre vers l'est comporte deux étages carrés dont les couvertures ont été très remaniées. Un bâtiment inachevé s'adosse contre lui au nord. Ces bâtiments sont desservis, dans l'angle qu'ils forment, par un escalier intérieur à vis suspendu dont les paliers sont couverts de voûtes d'arêtes retombant sur les piliers d'ordre toscan.
Des communs et les restes d'une ancienne église de la seconde moitié du XIIe siècle, dont il ne subsiste que le clocher et le chœur, complètent l'ensemble.
Le château est une propriété privée. Il est ouvert au public.

## Historique
Les origines

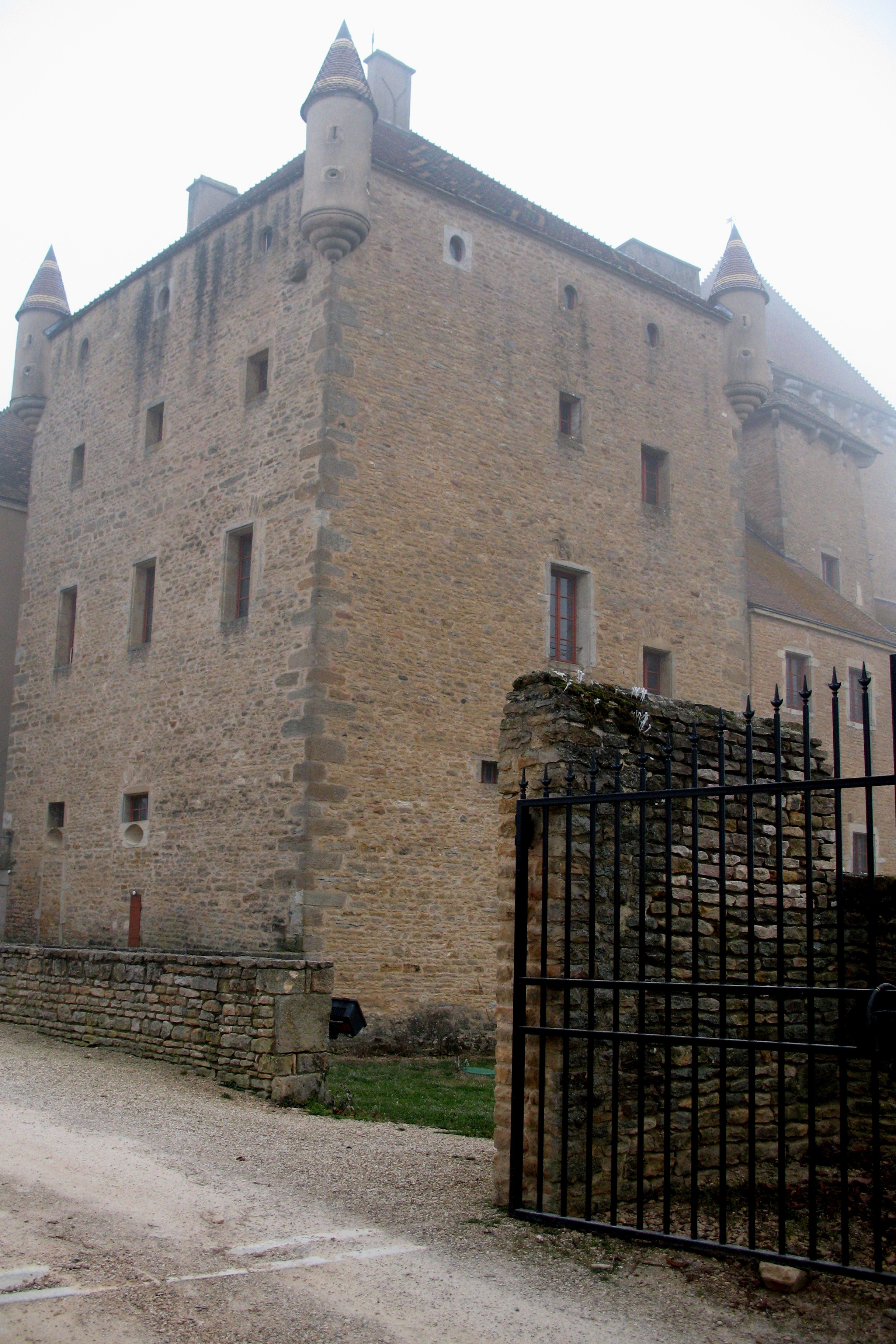
Pierreclos – tour nord-ouest.

- La villa de Pierreclos est connue à partir des années 887-926 grâce aux chartes de Cluny. Une chapelle est mentionnée à partir du milieu du Xe siècle. Le mot "chapelle" est remplacé d'après les sources par le mot "église" dès 996. Cette construction antérieure au château s'inscrirait dans le grand mouvement de construction d'églises des années 980-1040 relevé par Christian Sapin et Alain Guerreau[3].
- Au XIe siècle, le comte de Mâcon perd progressivement son pouvoir souverain dans l'étendue du pagus matisconensis et se heurte à la puissance de quatre grandes familles : les Brancion, les Beaujeu, les Berzé et les Bagé. Les puissantes abbayes de Cluny et Tournus ainsi que les chanoines de la cathédrale Saint-Vincent de Mâcon détiennent également beaucoup de biens. Dans ce contexte, de très nombreux alleux du mâconnais tombent petit à petit dans la mouvance des grands seigneurs entre 1200 et 1230.
- D'après les travaux d'Hervé Mouillebouche, le château de Pierreclos serait né de la fortification d'un enclos ecclésial préexistant. Il démontre cette hypothèse par la configuration du château, son statut paroissial et l'antériorité de la chapelle. À partir de cela il imagine deux scenarii : 
  - Une tour élevée par l'évêque ou les chanoines dans un angle du cimetière ecclésial pour affirmer leur pouvoir et qui serait passée dans les mains des Berzé en 1282.
  - Une tour construite par les Berzé directement pour venir concurrencer et contester les droits de chanoines de Mâcon sur Pierreclos.
- Le plus ancien seigneur connu du lieu est Etienne de Berzé qui reprend le château avec l'accord de son frère Hugues de Berzé, propriétaire du château de Berzé.
- Après avoir appartenu à partir de 1366 à Guy Chevrier[4], Pierreclos passe à Louis de Savoie, prince de Morée, qui par acte du 1er juillet 1403 donne « tout le fief du lieu et chastel de Pierreclos » à Ymbaud de Bletterans — issu d’une famille sortie peut-être de la ville du Jura (Bletterans) dont elle portait le nom.
- En 1422, alors que s’affrontent Armagnacs et Bourguignons, les premiers s’emparent du château qui sera finalement repris et rendu aux de Bletterans. À la mort d’Ymbaud de Bletterans en 1429, c’est son frère Pernet qui lui succède.

Maison de Rougemont
- Héritière de la maison, la fille du précédent, Catherine de Bletterans s’allie en 1434 à Humbert de Rougemont, descendant d’une famille chevaleresque originaire du Bugey. À peine remis de la terrible lutte avec les Armagnacs, le château doit faire face en 1437 aux sanglants pillage des Écorcheurs.
- Devenu à son tour seigneur de Pierreclos, de Bussy et Bussières, Philibert de Rougemont, chevalier, deuxième fils de Humbert, voit son château envahi et en partie brûlé par les troupes de Louis XI, entré en lutte avec Charles le Téméraire, duc de Bourgogne, en 1471. Il sera par la suite chargé de faire avec ses sujets, en temps de guerre, guet et garde dans la ville de Mâcon. Philibert de Rougemont était encore vivant en octobre 1479, car on trouve les traces d’une lettre patente de Louis XI le mentionnant.
- Son fils Gaspard de Rougemont, puis le fils de ce dernier, Antoine[5], assurent la pérennité de la seigneurie, à nouveau soumise aux assauts. Ce sont les guerres de Religion qui cette fois font rage, et, en 1562, le château est assiégé, pillé par les protestants qui se sont rendus maîtres de Mâcon. Leur passage signifie par ailleurs la ruine de l’église.
- Marquée par de nouvelles discordes civiles, la succession d’Antoine est assurée par son fils Jean de Rougemont, qui épouse Béatrix de Grollée.
- À la mort du précédent, en 1596, la terre passe à son deuxième fils Hugues de Rougemont. Compte tenu de la situation financière[6] de la maison après le décès de ce dernier en 1644, sa veuve Isabelle d’Albon doit se séparer du fief en 1671.

Famille Michon

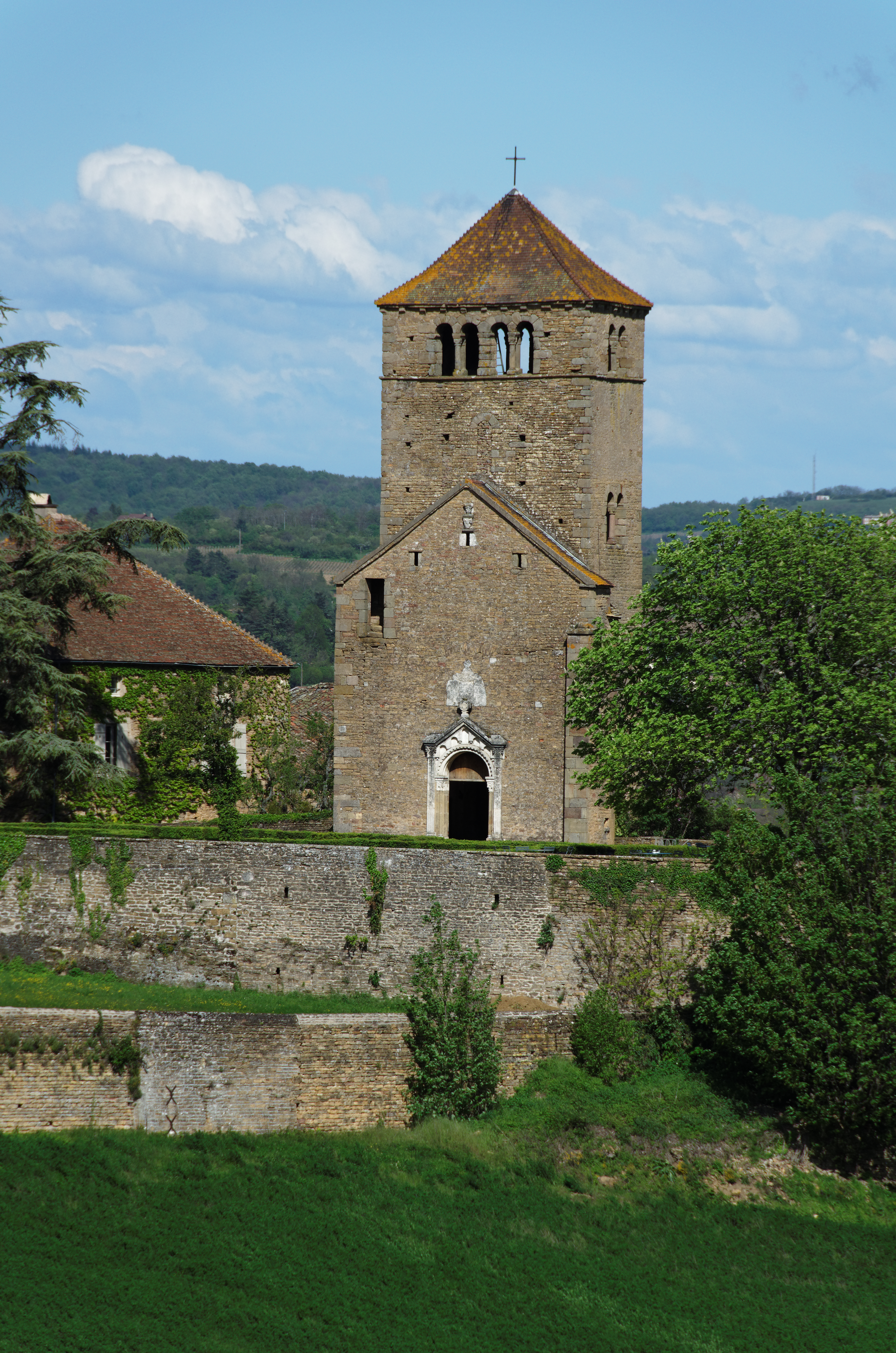
Clocher XIIe siècle de l'église du château de Pierreclos.

- Remis à un marchand de Lyon en 1664, le domaine est vendu l’année suivante, le 28 janvier 1665, pour 100 000 livres, à noble Jean-Baptiste Michon, écuyer, conseiller et procureur du Roi au bureau des finances de la Généralité de Lyon, issu de la branche lyonnaise d’une famille originaire de Paris. C’est son écusson que l’on retrouve avec la date 1665 sur le portail d’entrée du château. Le nouveau seigneur de Pierreclos, de Bussy et de Bussières — auxquels il rajouta en 1692, la Varenne — allait rapidement faire réaliser d’importants travaux. Il meurt en 1717.
- Ses fils Antoine-Alexandre Michon, chevalier, et Aimé-Alexandre-Gabriel Michon, écuyer, élargissent à leur tour la seigneurie en acquérant le comté de Berzé-le-Châtel, le fief de Saint-Sorlin (1713), la seigneurie de Milly (1719) et la baronnie de Cenves (avant 1713).
- Né à Mâcon en 1737, le fils d’Aimé-Alexandre-Gabriel lui succède en 1747, avant d’épouser vers 1768 Marguerite Bernou de Rochetaillée dont il aura deux fils et quatre filles. Jean-Baptiste Michon, trésorier de France au bureau des finances de la Généralité de Lyon, se révèlera un homme particulièrement rude et violent, voire autoritaire et cruel. C’est ainsi qu’Alphonse de Lamartine, ami d’enfance de son fils Guillaume, le décrit dans ses Mémoires, et c’est sans doute aussi ce qui explique l’acharnement des paysans de la région contre le château durant la période révolutionnaire.
- Multipliant avant cela les différends avec les gens de Pierreclos et de la région, le nouveau seigneur subit en effet trois attaques successives lors de la Grande Peur de juillet 1789. Trois jours de suite, le 27, 28 et 29 juillet, le château est pris d’assaut par des bandes survoltées qui font mille dégâts, brisant et saccageant tout sur leur passage. Bien que le sieur de Pierreclos ait réclamé plus tard le châtiment des coupables et la réparation des dégâts, Louis XVI, par un édit du mois de décembre, abolit et pardonne les délits commis en Mâconnais. Les deux inventaires détaillés du mobilier du château qui nous sont parvenus, l’un antérieur (1747), l’autre postérieur (1793) à cette terrible jacquerie donnent une idée de l’étendue des biens de Pierreclos, et de l’ampleur du désastre.
- Échaudé par les pillages de 1789, M. Michon de Pierreclos fait l'année suivante descendre de ses greniers et armer de vieille pièces d’artillerie afin d’éviter une nouvelle surprise : ce déploiement met tout le pays en émoi et la municipalité de Pierreclos décide le désarmement de la citadelle. Dans la soirée du 8 juillet 1790, un détachement de 150 hommes de la garde nationale de Mâcon se présente sous les murs du manoir. Le seigneur ne fait aucune résistance pour remettre son artillerie dont on lui délivre un récépissé : deux pièces de canons d’une portée de quatre pieds de long, sept autres pièces appelées pierriers — ses douze fusils lui sont laissés. Alphonse de Lamartine a fait dans Confidences le récit de cette expédition guerrière et du retour à Mâcon, les canons étant traînés nuitamment par les hommes, faute de chevaux ! La Révolution étant passée en 1793 sous le régime de la terreur, et son fils aîné Benoît-Guillaume (né le 24 janvier 1770) ayant émigré, Jean-Baptiste Michon est arrêté comme suspect en avril 1793 et emprisonné.
- Benoît-Guillaume, rayé de la liste des émigrés, étant mort en 1809, ses domaines sont vendus à partir de 1817 au profit de ses créanciers.

Anecdote : Le frère cadet de Benoît-Guillaume et ami de Lamartine, Antoine-Guillaume, épousa Anne-Joséphine Dézoteux-Cormatin et eut un fils, Jean-Baptiste-Léon Michon de Pierreclau, dernier du nom. Né le 1er mars 1813 et mort de tuberculose en 1841, il est en réalité le fils du poète (qui s’était un temps épris de la "Belle Nina"), dont il épousa la nièce Marie-Joséphine-Alix des Glands de Cessiat, qui lui donna une fille unique, Léontine.
Famille Chaland-Thiolliere
Pierreclos est acquis le 1er août 1829 par Jacques Chaland, de Saint-Chamond. Ses héritiers posséderont le domaine jusqu'en 1909.
Époque contemporaine
- En 1909 et jusqu’à la Seconde Guerre mondiale, le château appartient aux Darnat, soyeux de Lyon, puis à M. Fouilloux qui accueille au château des colonies de vacances d’Aubervilliers jusque dans les années 1970.
- 1989 : le château appartient à la famille Pidault, qui l'a restauré et rendu visitable (20 000 visiteurs en 1990 ; 30 000 visiteurs en 1991 ; 20 000 visiteurs en 2016 ; 14 000 visiteurs en 2017[8]).

### Armoiries

Savoie-Piémont.

- Savoie-Piémont : De gueules à la croix d'argent brisé d'un lambel d'azur en chef
- Bletterens : De gueules à trois molettes d'or
- Rougemont (branche de Pierreclos) : De gueules au lion d’or, armé, lampassé et vilené d’azur
- Michon : D’azur, à un losange d’or, accompagné de trois besans d’argent, deux en chef et un en pointe